# Чуєшов Ігор Дмитрович
Ігор Дмитрович Чуєшов (нар. 23 вересня 1951 — пом. 23 квітня 2016) — український математик, член-кореспондент НАН України по Відділенню математики НАН України (за спеціальністю «Теорія ймовірностей та математична фізика»), професор кафедри математичної фізики та обчислювальної математики, Лауреат Державної премії України в галузі науки і техніки (2010).

## Біографічні відомості
Ігор Дмитрович народився 23 вересня 1951 року в м. Ленінград. У 1968 р. закінчив середню школу в м. Куп'янськ і вступив до Харківського університету на механіко-математичний факультет. 1973 року закінчив університет за спеціальністю «математика» і відтоді працював на механіко-математичному факультеті.

## Наукова діяльність
У 1977 р. він захистив кандидатську, а в 1990 р. — докторську дисертацію з теми: «Математичний опис нерегулярної динаміки пружної оболонки». З 1992 р. І. Д. Чуєшов — професор кафедри математичної фізики та обчислювальної математики. У лютому 2000 р. його було обрано завідувачем цієї кафедри, в лютому 2009 р. — членом-кореспондентом НАН України по Відділенню математики НАН України (за спеціальністю «Теорія ймовірностей та математична фізика»). Лауреат Державної премії України в галузі науки і техніки (2010).
Ігор Дмитрович — автор важливих основоположних наукових праць із математики, широковідомих як в Україні, так і за її межами. Його роботи зробили вагомий внесок у нелінійну математичну фізику та суттєво вплинули на розвиток сучасної теорії нескінченновимірних динамічних систем. Ним розв'язано низку важливих проблем, пов'язаних із нелінійними рівняннями у частинних похідних, що виникають у механіці й фізиці, ініційовано розвиток кількох напрямів у якісній теорії дисипативних систем.
Дослідження І. Д. Чуєшова були пов'язані з коректною розв'язністю й асимптотичною поведінкою еволюційних рівнянь Кармана, що описують нелінійні коливання пружної пологої оболонки під впливом неконсервативних навантажень. Доведена ним теорема дала остаточне розв'язання проблеми, яку поставив І. І. Воровіч у 1990-х рр. Отримані результати стали істотним кроком у розумінні структури атракторів і дали відповідь на деякі питання Е. Дауелла щодо нелінійного флатера оболонок.
І. Д. Чуєшову вдалося розвинути новий ефективний метод аналізу загальних нескінченновимірних дисипативних систем, що породжуються нелінійними рівняннями другого порядку за часом. Цей метод базується на так званих «стабілізаційних нерівностях» і був розвинутий у співпраці з ученими зі США (зокрема з Іреною Ласієвською). Використання цього методу дало змогу розв'язати низку важливих проблем, що виникають у хвильовій динаміці з нелінійною внутрішньою та крайовою дисипацією. І. Д. Чуєшов також одержав важливі результати щодо єдності інваріантних мір для стохастичних збурень тривимірних рівнянь Нав'є–Стокса у тонких областях. Вони надають принципову можливість використовувати методи двовимірної стохастичної гідродинаміки для опису явища турбулентності у деяких тривимірних системах.
Ігор Дмитрович є одним із засновників теорії монотонних стохастичних динамічних систем. Спільно з професором Л. Арнольдом він отримав основоположні результати щодо структури випадкових атракторів і запровадив важливе поняття напіврівноважного стану монотонної стохастичної системи. Ці результати стали основою єдиної у світовій літературі монографії з монотонних стохастичних динамічних систем, опублікованої міжнародним видавництвом «Springer» у 2002 р.
І. Д. Чуєшов — автор понад 130 наукових праць (серед них — 6 монографій), член редколегій журналів «Математическая физика, анализ, геометрия», «Український математичний журнал», «Stochastics and Dynamics» та «International Journal of Differential Equations», "Вісник Харківського національного університету імені В. Н. Каразіна. Серія «Математика, прикладна математика i механіка», член кількох міжнародних математичних товариств. Неодноразово він був запрошеним професором у різних університетах світу. Під його керівництвом виконано сім кандидатських дисертацій (O. Резуненко, А. Рекало, O. Щербина, T. Фастовська, I. Рижкова, O. Набока, М. Потьомкін).
Учений запропонував методи локалізації глобальних атракторів, побудував загальну теорію визначальних функціоналів для нескінченновимірних дисипативних динамічних систем. Розв'язав проблему Ч. Фояша щодо можливості включення методу визначальних мод і вузлів до ширшого підходу. Застосовуючи свою теорію для опису якісної поведінки розв'язків дисипативних нелінійних рівнянь у часткових похідних, він отримав повний опис мінімальних (або близьких до мінімальних) множин природних параметрів задачі, які цілком визначають асимптотичну динаміку системи. Зокрема, це дало можливість відповісти на деякі важливі питання аеропружності оболонок і фізики океану.
Ігор Дмитрович одержав фундаментальні результати з сучасної теорії нескінченновимірних динамічних систем, розв'язав низку важливих проблем, пов'язаних з нелінійними (стохастичними і детерміністськими) рівняннями в часткових похідних, що виникають в сучасному природознавстві, ініціював декілька нових напрямів у якісній теорії дисипативних динамічних систем.
Ігор Дмитрович розв'язав проблему, яку поставив у 1950-х роках І. І. Ворович (а наприкінці 1960-х років повторно відзначив Ж. Л. Ліонс), про існування та єдність глобальних розв'язків системи рівнянь Кармана. Він заснував теорію монотонних стохастичних динамічних систем, отримав основоположні результати щодо структури випадкових атракторів, запровадив важливе поняття напіврівноважного стану монотонної стохастичної системи. Розробив новий загальний підхід, за допомогою якого, по-перше, виділяють ситуації, у яких атрактори не випадкові, а по-друге, точно обчислюють відповідні ляпуновські експоненти. Його важливі результати стосовно єдності інваріантних мір для стохастичних збурень тривимірних рівнянь Нав'є–Стокса в тонких областях дають принципову можливість використати методи двовимірної стохастичної гідродинаміки для опису явища турбулентності в деяких тривимірних системах.